# Dorna (sculpture)
Dorna,  est une sculpture créée par l'artiste espagnol Xaime Quesada, située à Pontevedra (Espagne). Elle est également connue sous le nom Hommage au chemin de pèlerinage de Saint-Jacques-de-Compostelle et se trouve actuellement rue Gorgullón sur le Camino portugués en face du centre commercial Vialia.

## Historique
En 2001, le réaménagement de l'avenue Uruguay et de la rive sud du fleuve Lérez que le ministère espagnol des Travaux Publics avait entrepris dans la ville a été achevé.
Comme point culminant du projet, un grand rond-point a été créé sur l'Avenue Uruguay à l'entrée du Pont du Bourg et il a été décidé d'ériger un monument commémorant le passage du chemin de pèlerinage portugais vers Saint-Jacques-de-Compostelle par ce point stratégique de la ville. 
La sculpture a été commandée à l'artiste d'Ourense Xaime Quesada et a été inaugurée le 20 août 2001.
La partie de l'avenue Uruguay où se trouvait le rond-point du Bourg a fait l'objet d'un nouveau réaménagement quelques années après l'installation de la sculpture, en octobre 2006,,. Avec les travaux, le rond-point a été supprimé et une partie des éléments qui composaient la sculpture a été perdue, notamment le bassin et l'éclairage, car la sculpture avait été conçue pour reposer sur une nappe d'eau.

## Description
La sculpture a été conçue pour représenter la Galice comme un pays d'eau, de lumière et de vent. C'est un hommage au Chemin de Saint-Jacques-de-Compostelle conçu sous la forme des anciennes dornas galiciennes, la voile deployée dans le vent.
Il s'agit d'une dorna en fonte, un bateau de pêche typique des Rías Bajas, dont la proue est dirigée vers Saint-Jacques-de-Compostelle, la destination du chemin de pèlerinage, avec la voile actionnée par le vent pour créer du dynamisme.
La dorna souligne le caractère maritime de Pontevedra et sa relation avec la mer et symbolise le pèlerin qui fait le chemin et le voyage vers Saint-Jacques-de-Compostelle.
Le rond-point pour lequel l'œuvre a été conçue comportait un bassin qui entourait la sculpture d'eau et était éclairé par un effet d'eau teintée. L'auteur a utilisé la fonte comme matériau, l'associant à l'idée que son autoxydation le rend éternel comme le chemin de pèlerinage.

## Galerie d'images

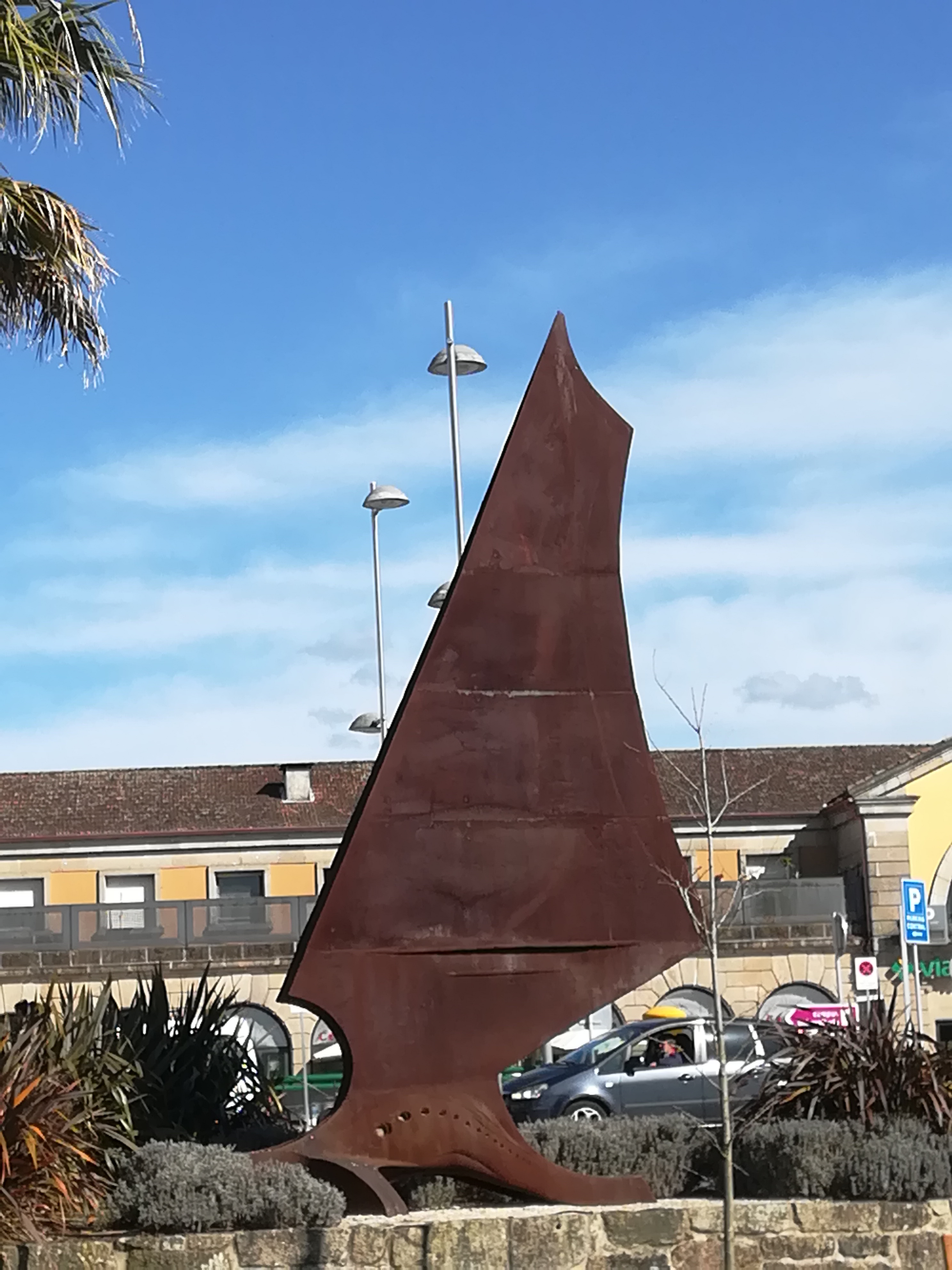
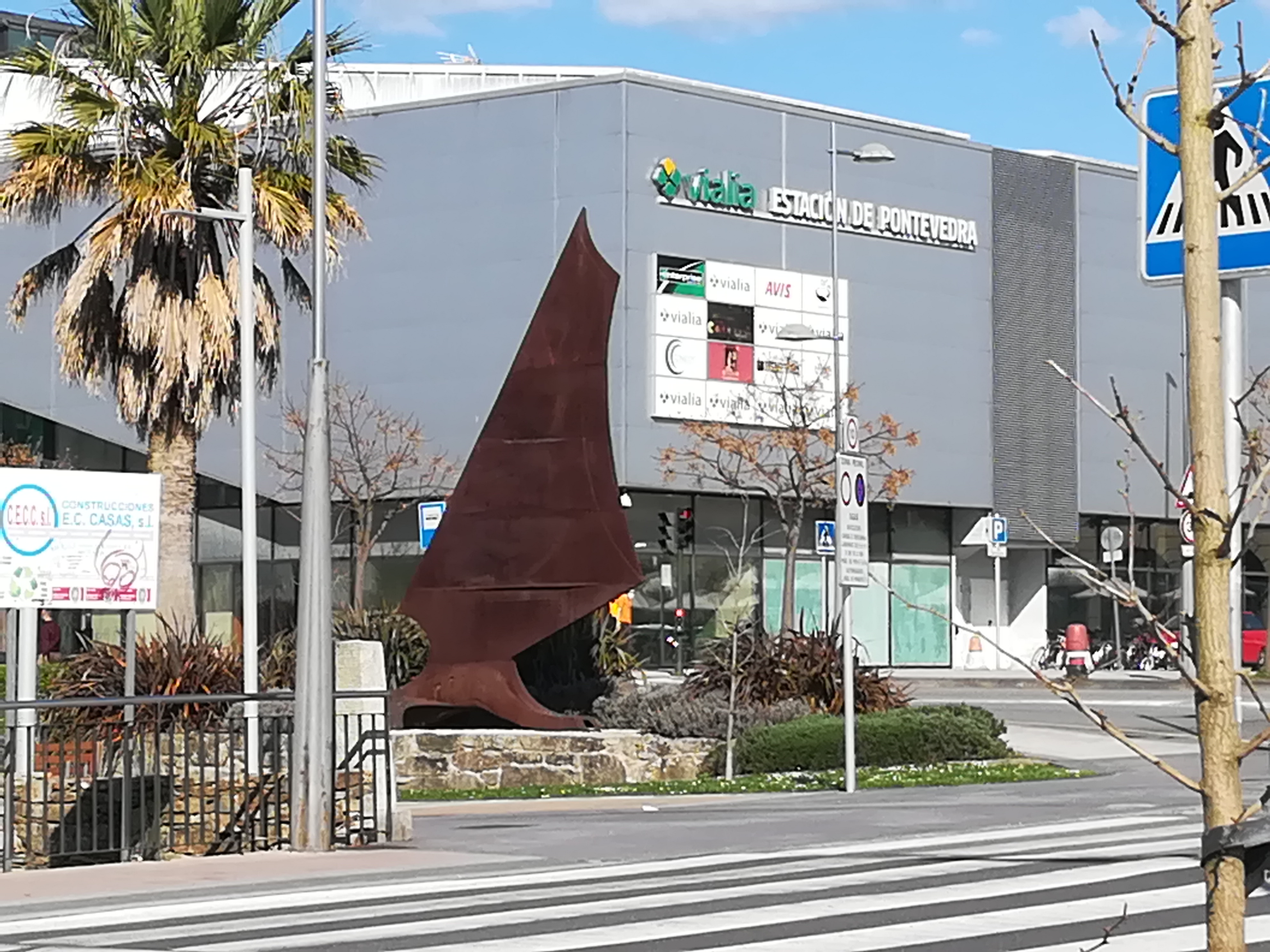
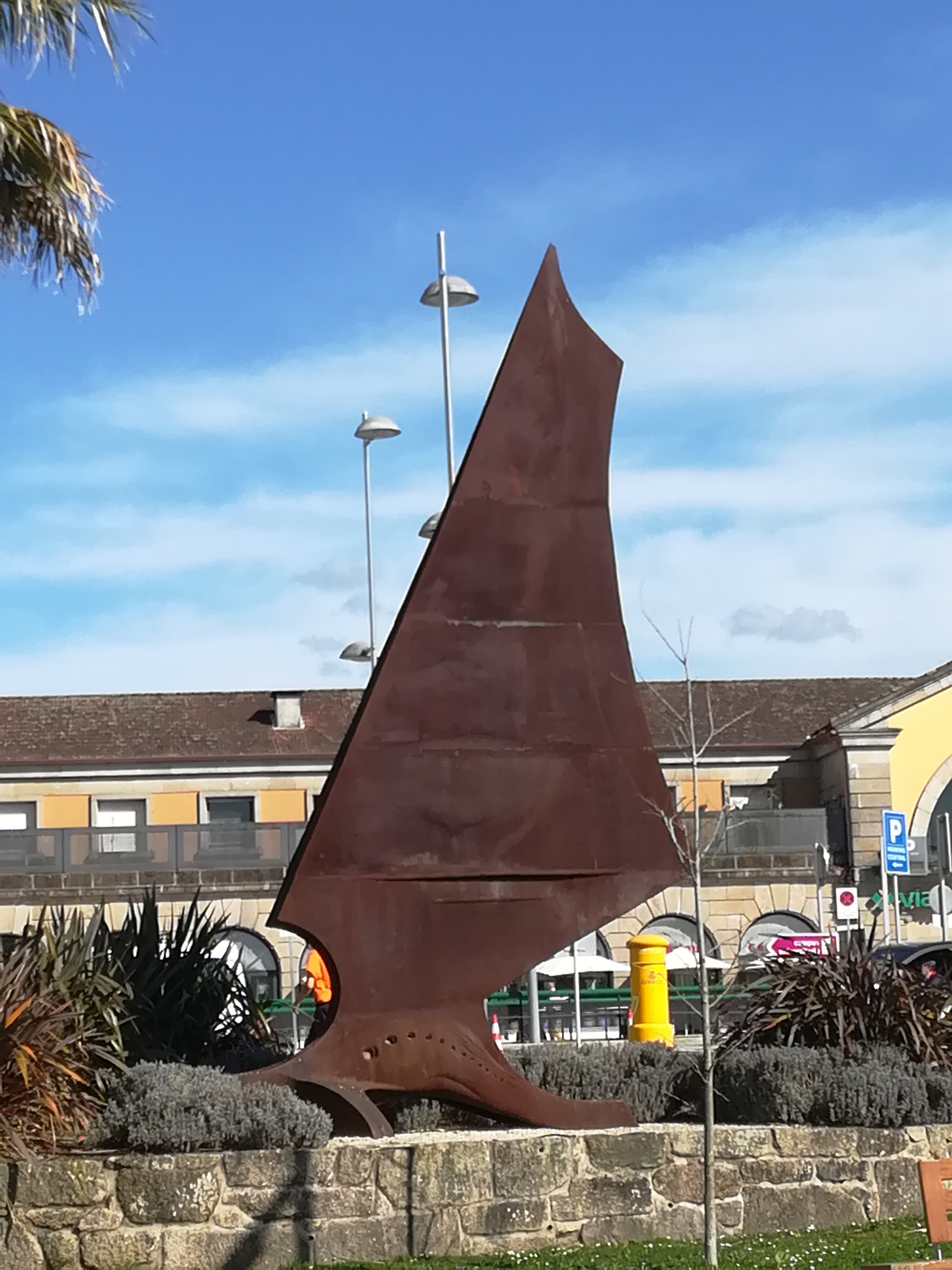
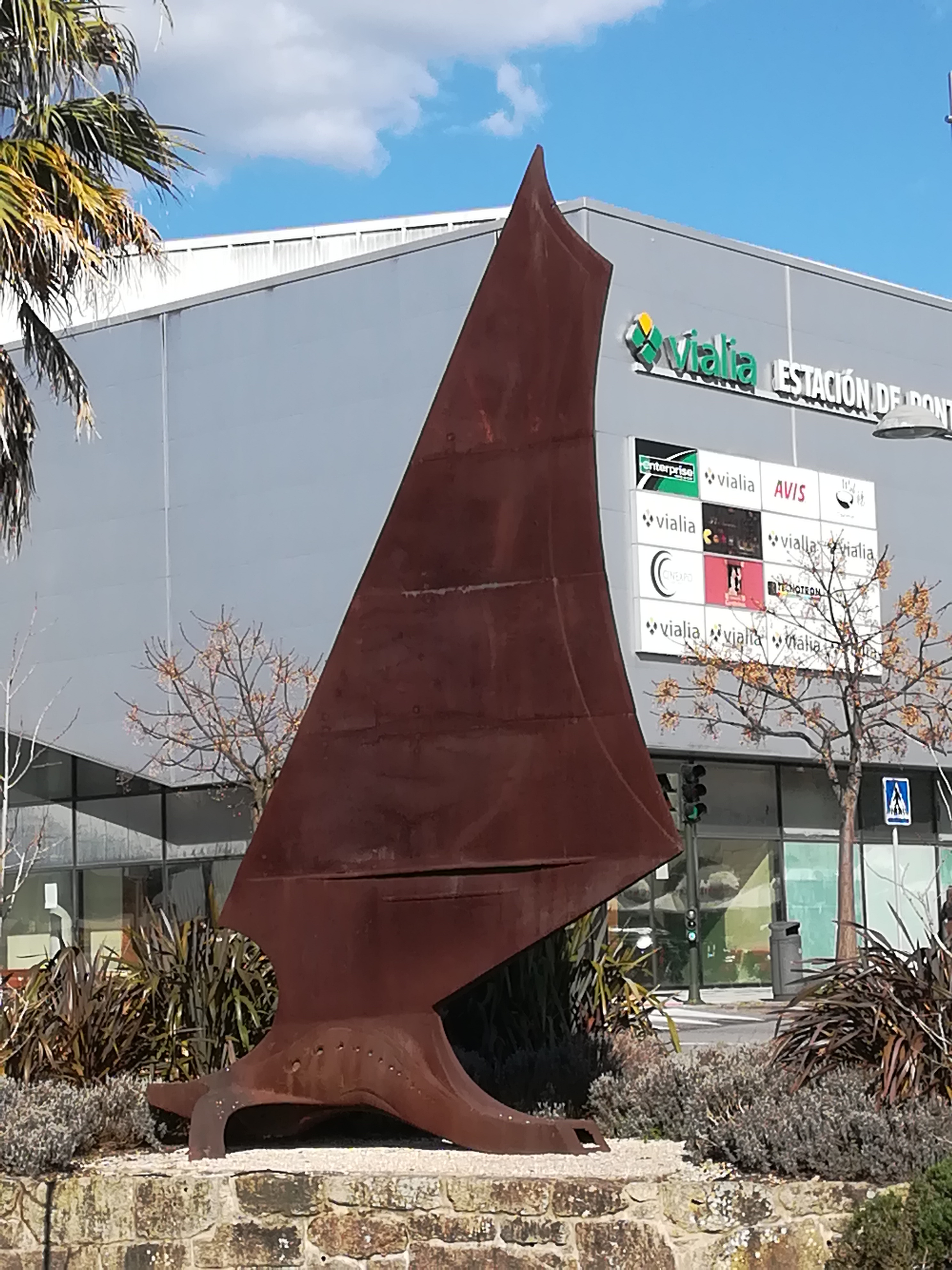
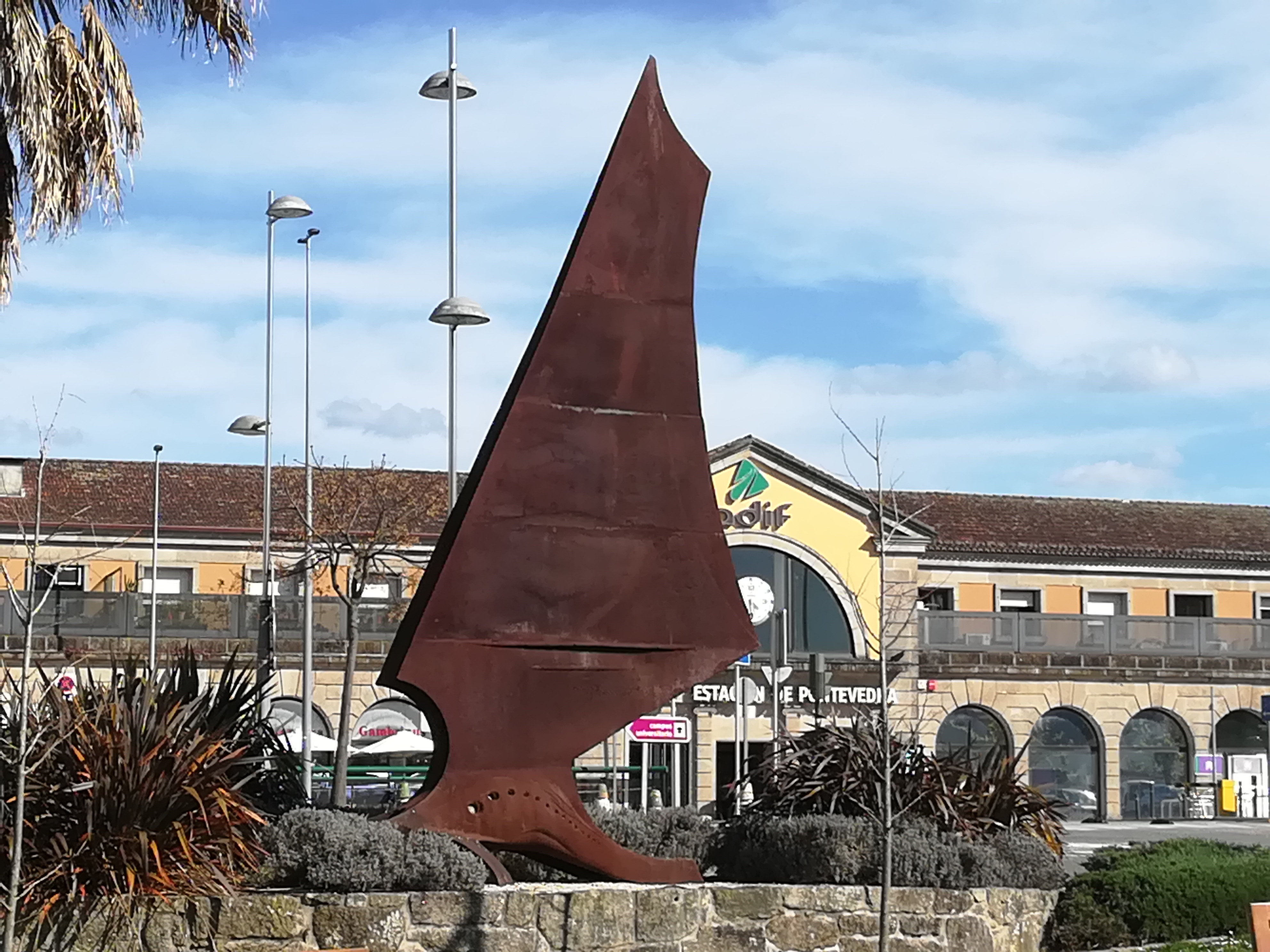